# Waldemarsudde

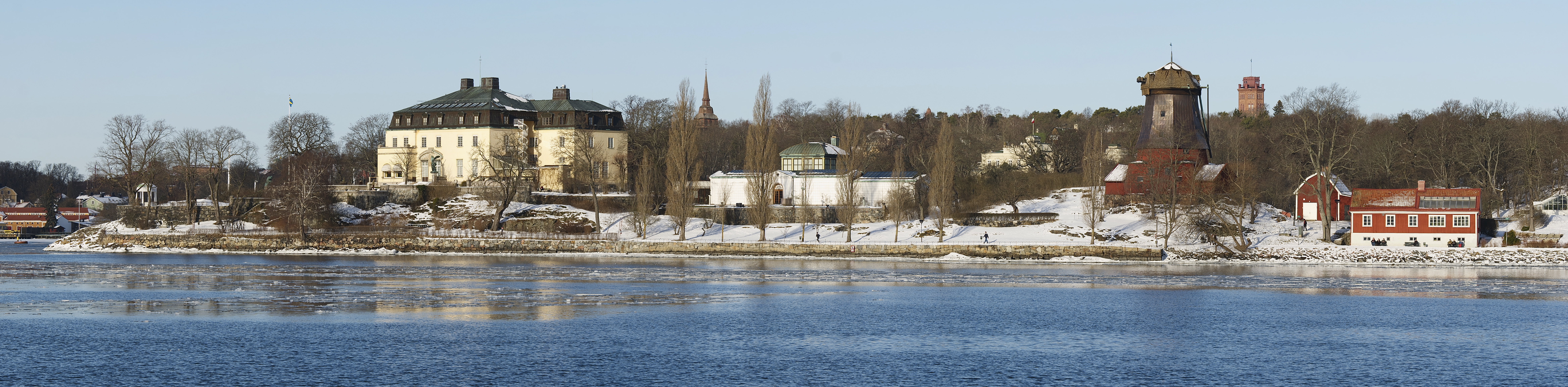
Vista panoràmica de la mansió i els jardins.

Prins Eugens Waldemarsudde (en anglès Cape Waldemar) és un museu situat a Djurgården, al centre d'Estocolm. El nom està compost per Waldemar, un antic nom masculí noble alemany, i udde, que significa capa. Deriva d’un nom històric de l’illa Djurgården, Valmundsö (vegeu Història de Djurgården.)
Va ser l'antiga casa del príncep suec Eugeni, que va descobrir el lloc el 1892, quan hi va llogar una casa per uns dies. Set anys més tard, va comprar el local i va construir una nova casa dissenyada per l'arquitecte Ferdinand Boberg, que també va dissenyar Rosenbad (l'oficina del primer ministre i la cancelleria del govern), i la va erigir el 1903-1904.
El príncep Eugen havia estat educat com a pintor a París i després de la seva mort, la casa es va convertir en un museu propi i pintures d'altres. El príncep va morir el 1947 i està enterrat a la platja propera a la casa.
El complex consta d’un edifici principal semblant a un castell —la Mansió— acabat el 1905 i l'edifici de la Galeria, afegit el 1913. La finca també inclou l'edifici original de la casa pairal, conegut com Old House i un antic molí de llinosa, ambdós datats de la dècada de 1780. La finca està situada en un parc amb roures centenaris que reflecteix l’interès del príncep per la jardineria i l’arranjament de flors. El Art Nouveau interior, incloent les estufes, per Boberg està dissenyat en estil gustavià i fa un bon ús tant de la vista panoràmica de la cala d'Estocolm i la llum resultant de la ubicació elevada de l'edifici.

## Galeria

Vista de Beckholmen el març de 2020
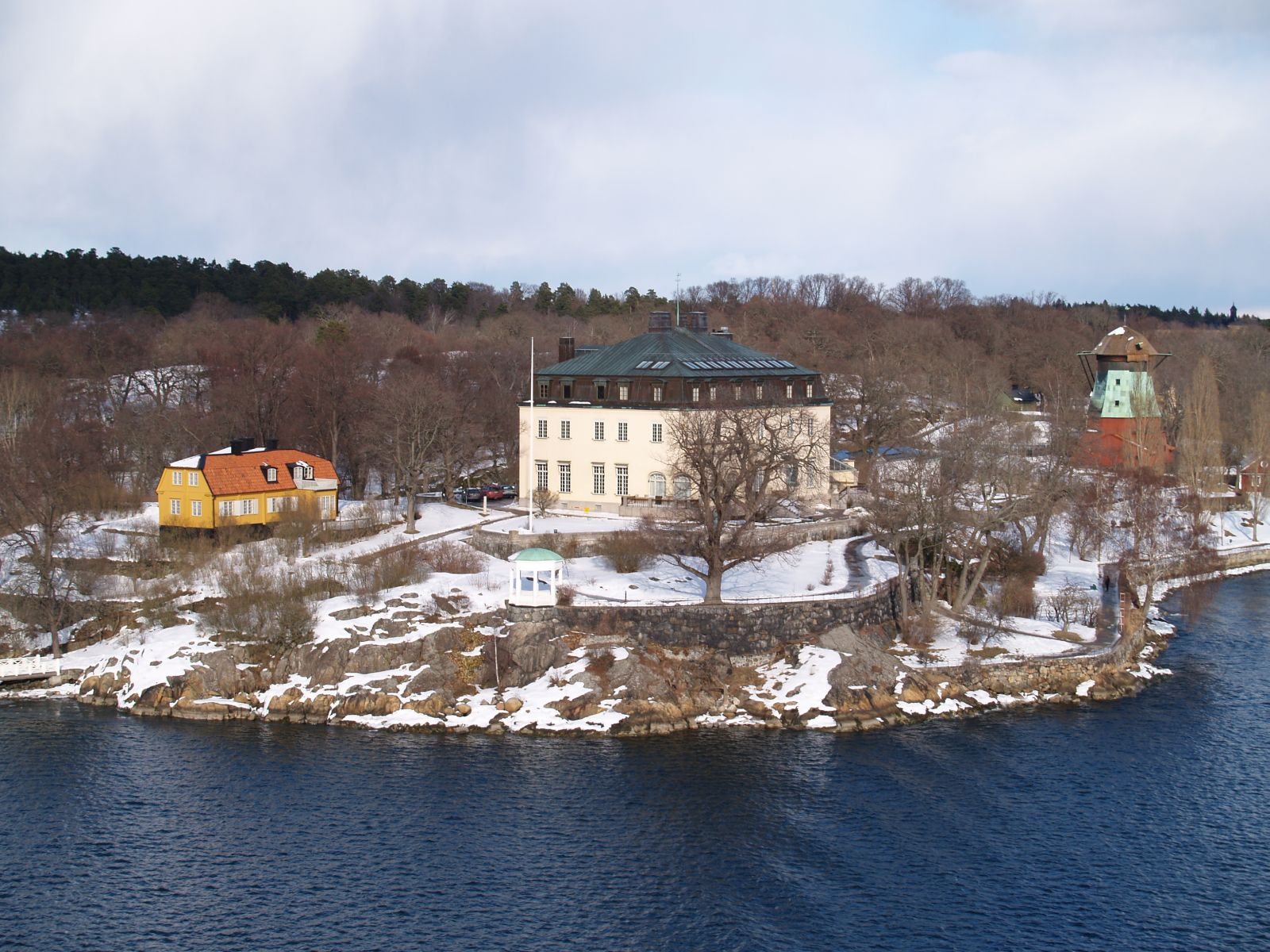
Waldemarsudde el març de 2006
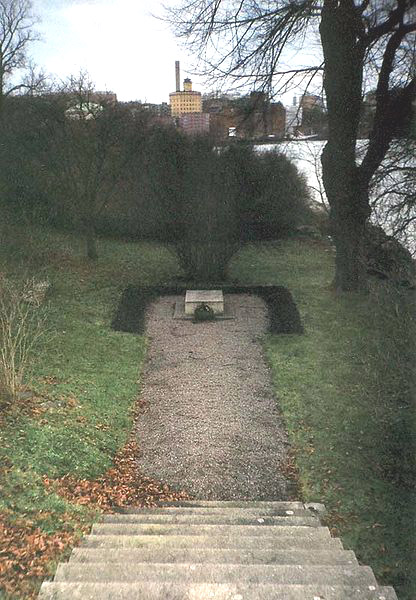
tomba del Princep Eugeni